# Zamachy w Guwahati (1 stycznia 2009)
Zamachy bombowe w Guwahati miały miejsce 1 stycznia 2009 roku w stolicy stanu Asam w dniu wizyty ministra spraw wewnętrznych Palaniappana Chidambarama. Do trzech wybuchów doszło w Bhootnath, Birubari and Bhangagarh, które są dzielnicami Guwahati. W zamachach zginęło łącznie co najmniej 5 osób (niektóre źródła podają, że sześć), przy 67 rannych.

## Ataki bombowe
Policja powiedziała, że pierwszy atak miał miejsce o 14:35 czasu lokalnego koło szpitala Gopinath Bordoloi w Birubari. W pierwszej eksplozji rannych zostało 5 osób w tym 10-letnie dziecko. Drugi wybuch na rynku Bhootnath zabił dwie i ranił 25 osób. Policja przekazała, że bomba była umieszczona na rowerze. Ostatni wybuch wydarzył się o 17:45 na bazarze w dzielnicy Bhangagarh. Obrażenia odniosły 34 osoby, lecz 4 z nich zmarły w szpitalu. Policja podejrzewa, że trzecia bomba umieszczona w wewnątrz jednego ze sklepów. Wszystkie trzy eksplozje niskiej intensywności były przeprowadzone przy użyciu ładunku wybuchowego IED. Pokrzywdzeni w zamachach zostali przetransportowani do szpitali Mahendra Mohan Choudhury oraz Gopinath Bordoloi.

## Odpowiedzialność za zamachy
Za zorganizowanie zamachów podejrzewa się bojowników ULFA.

## Reakcje
- Premier stanu Asam Tarun Kumar Gogoi powiedział, że jest potrzebne wzmocnienie pozycji policji w państwie.